# Мерцішор

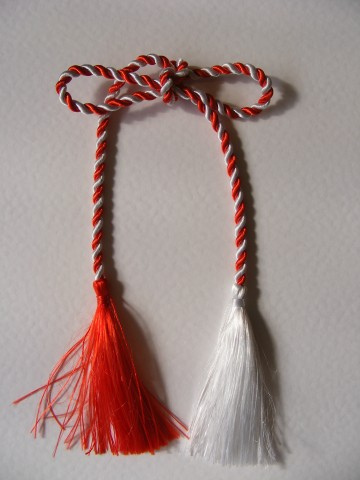
Мерцішор

Мерцішор (рум. Mărțișor) — традиційне свято зустрічі весни в Молдові та Румунії, рідше в Україні, на Буковині яке святкується 1 березня. В цей день прийнято дарувати бутоньєрки у вигляді квіточок із білих та червоних ниток. Ця прикраса має назву «мерцішор».
Схоже свято є у Болгарії, що має назву «Баба Марта», а в цей день прийнято дарувати мартениці.

## Легенди про походження

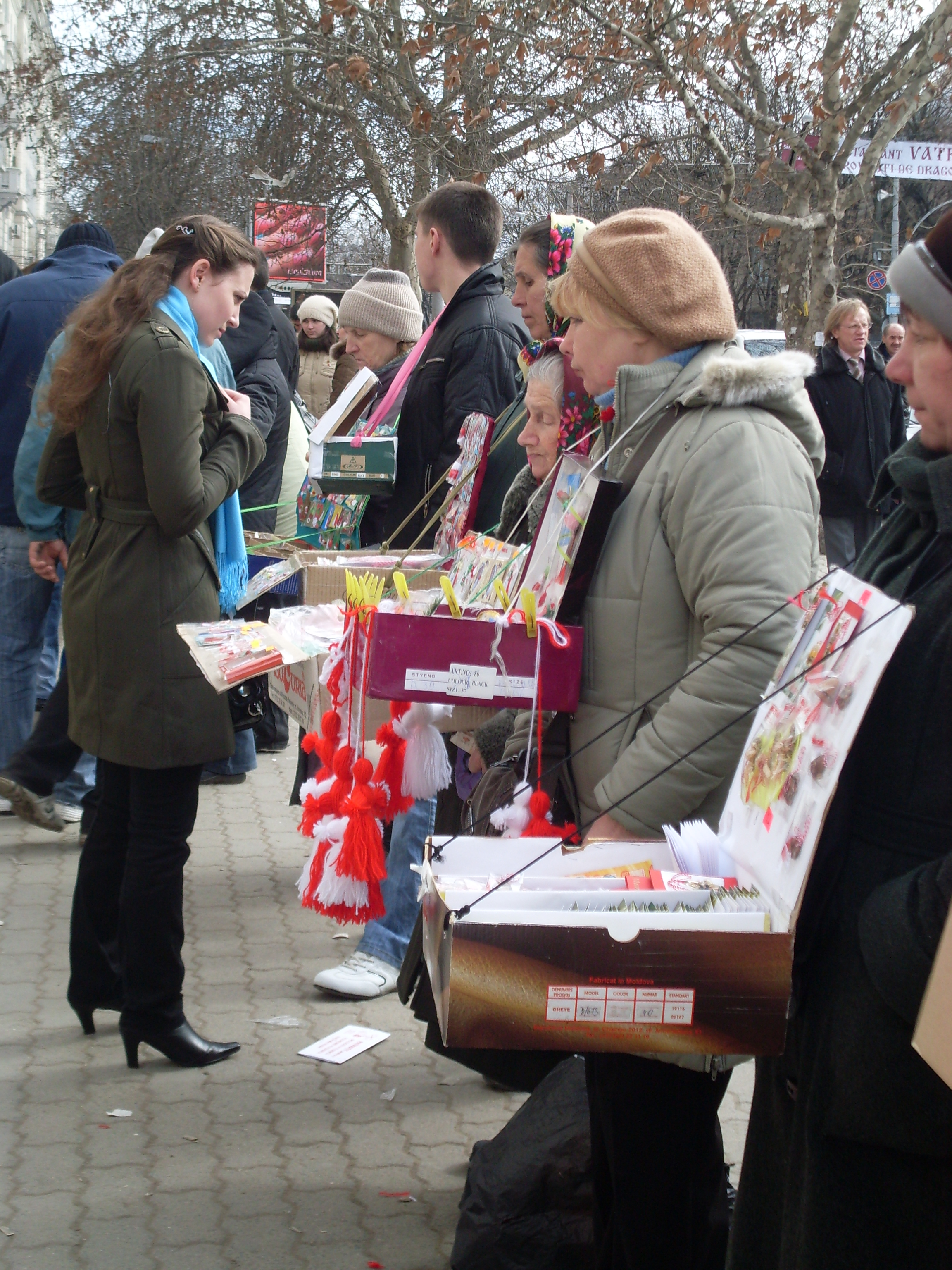
Продаж мерцішорів у центрі Кишинева

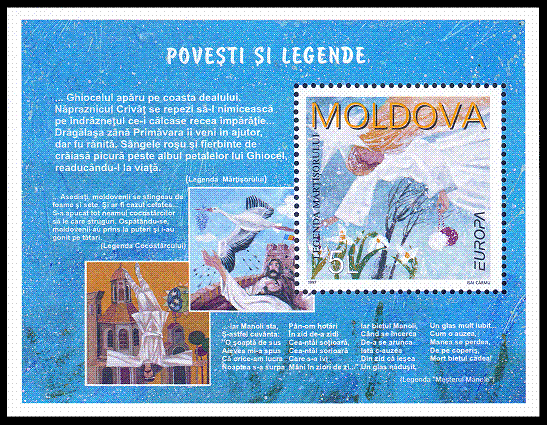
Поштові марки Молдови з легендами про мерцішор

Відповідно до однієї легенди, в перший день березня на лісову галявину вийшла красуня Весна, оглянулась навколо і побачила як крізь терен пробивається підсніжник. Вона вирішила допомогти йому і почала розчищати землю навколо, визволяючи від колючих гілок. Це побачила Зима і розсердилась. Вона махнула руками, призвавши сніг з холодним вітром, щоб знищити первоцвіт. Проте Весна прикрила квіточку своїм руками і вкололась об терен. З її руки впала крапля гарячої крові і квітка ожила. Так Весна перемогла Зиму. Кольори мерцішора символізують її червону кров на білому снігу.
За іншою легендою, Сонце спустилось на землю в образі прекрасної дівчини. А злий Змій викрав і закрив його в своєму палаці. Після цього перестали співати пташки, діти забули, що таке радість та сміх, і весь світ поринув у печаль. Один сміливий юнак вирішив врятувати Сонце. Цілий рік він шукав палац Змія, а коли знайшов, то викликав його на двобій. Вони довго боролись, але в результаті юнак переміг Змія та визволив прекрасне Сонце. Воно піднялось на небо та осяяло весь світ. Настала весна, природа ожила, і люди згадали що таке радість. Проте сміливий юнак не встиг побачити весну. Його тепла кров стікала на сніг. Впала остання крапля крові, він помер від ран. Там де танув сніг, виростали білі квітки — підсніжники. З тієї пори на честь визволення світу від темряви та печалі люди сплітають два шнурочки з квіточками білого та червоного кольорів. Червоний символізує любов до краси і пам'ять про кров загиблого юнака, а білий — здоров'я та чистоту підсніжника, першої весняної квітки.

## Традиції

### В Україні
Мерцішор - прикраса, що символізує весну, її можуть дарувати хлопці – дівчатам, дівчата – хлопцям, або одні одним безвідносно до статі. Їх носять як бутоньєрку на лівому лацкані верхнього одягу або ж на капелюсі чи зап’ясті. Мерцішор носять від двох тижнів до місяця, потім вішають на плодове дерево, на роги домашній худобі або ж підкидають у небо. Ця прикраса близько споріднена з болгарськими ляльками-мартеницями (мартиничками).
Сучасні мерцішори можуть бути з ниток, бісеру, керамічні тощо, колись же виготовлялися з ниток і посередині обов’язково кріпилася срібна монета.
Етнолог Антоній Мойсей у монографії «Аграрні звичаї та обряди у народному календарі східнороманського населення Буковини» так тлумачить семантику свята: 
|  | Символіка мерцішора очевидна: біла нитка символізує мертвий сезон зими, червона – щедре літо, срібна монета – чистоту і здоров’я |

.
Дослідник зазначає, що історично прикраса могла бути і біло-чорною: 
|  | За деякими етнографічними даними, мерцішор виготовляли також із білої і чорної ниток, що, за символікою, означало «річну мотузку» «funia anului», яка вплітала дні двох великих сезонів, зими і весни, що, у свою чергу, були символами смерті і життя, що циклічно оновлювалися. |

### В світі
Мерцішори носять на одягу протягом всього місяця, а 31 березня знімають і розвішують на квітучих фруктових деревах. Вважається, що завдяки цьому людям буде сприяти успіх протягом всього року. За повір'ям, якщо загадати бажання коли вішаєш мерцішор на дерево, то воно обов'язково збудеться. На початку квітня в багатьох містах і селах Молдови можна побачити дерева, на яких розвішано мерцішори.
В Молдові щороку 1 березня розпочинається музичний фестиваль «Мерцішор». Вперше його проводили у 1967 році.
В деяких районах Румунії мерцішори носять не протягом всього березня, а лише перші два тижні. Вважається, що це приносить здоров'я та благополуччя. В трансільванських селах мерцішори прив'язують до дверей, вікон, на роги домашніх тварин, так як вважається, що вони відганяють злих духів і додають життєвих сил. В жудеці Біхор існує повір'я, що необхідно вмиватися дощовою водою, зібраною 1 березня, щоб стати красивішим та здоровішим. В Банаті дівчата збирають воду чи сніг з листя суниць і вмиваються, щоб бути коханими. У Добруджі мерцішор носять до прильоту лелек, а потім кидають його в небо, щоб щастя було «великим та крилатим».

## Історія
Історичне коріння Мерцішора залишається загадкою, але зазвичай вважається, що це свято виникло за часів Римської імперії, коли Новий рік святкували 1 березня, місяця бога Марса. Марс був не лише богом війни, але ще і богом землеробства, сприяючим відродженню природи. Ця подвійність відбита в Мерцішоре, де білий і червоний колір можна розуміти як символи світу і війни.
Археологічні розкопки в Румунії доводять, що амулети, на зразок сучасного мерцішора, існували ще близько 8 тис. років тому. Тоді вони робилися у формі маленьких камінчиків розфарбованих в білий і червоний колір, які носилися на шиї. Вперше мерцішор був згаданий Іордаке Голеську. Фольклорист Симон Флоря Маріан писав, що в Молдові і Буковині мерцішор складався із золотої або срібної монети на червоно-білій нитці, яку діти носили на шиї. Дівчата теж носили мерцішор на шиї перші 12 днів весни, а потім вплітали його у волосся до прильоту лелек або до цвітіння перших дерев. Тоді червоно-біла нитка прив'язувалася до дерева, а на монету купували каш (вид овечої бринзи).